# Me Gusta
Me Gusta (spanisch „Ich mag (es)“) ist ein Lied der rumänischen Sängerin Inna. Es wurde am 14. Februar 2018 veröffentlicht.

## Hintergrund
Me Gusta wurde von Inna geschrieben und von David Ciente produziert, mit dem sie schon zuvor auf ihrem Album Nirvana zusammenarbeitete. Der Song erschien als Download am 14. Februar 2018 auf den Musiklabels Roton Music und Empire Music Management. Bereits im Frühjahr 2017 sang Inna das Lied bei Radio ZU, weswegen viele Fans die Veröffentlichung früher erwarteten.
Am 2. April 2018 wurde zu Me Gusta eine Remix-EP veröffentlicht. Darauf befinden sich die Remixes von Andros, DJ Polique und J. Beren.

## Rezeption
Kevin Apaza von Direct Lyrics lobt die Produktion und den Stil von Me Gusta. Allerdings merkt er an, dass der Song eher zum Sommer passe und er daher lieber im Sommer hätte veröffentlicht werden sollen.

## Inhalt
In dem in spanischer Sprache verfassten Text bewundert das lyrische Ich die Tanzfähigkeiten eines Mannes. Das Stück besitzt ein Intro, zwei Strophen, einen drei Mal wiederholten Refrain, eine Bridge sowie ein Outro.

## Musikvideo und Artwork
Das Musikvideo zu Me Gusta wurde am 13. Februar 2018 auf dem offiziellen YouTube-Kanal der Sängerin veröffentlicht. Darin sieht man mehrere Frauen, darunter auch Inna, in verschiedenen Outfits und an verschiedenen Orten, die sich tänzerisch zu der Musik bewegen. Außerdem wurde am 29. März 2018 ein Making-of von dem Musikvideo auf ihrem Youtube-Kanal hochgeladen.
Auf dem Cover der Single steht Inna in einem Leoparden-Outfit von dem Schriftzug INNA. Unterhalb des Schriftzuges steht links neben ihr in Großbuchstaben ME und rechts neben ihr, ebenfalls in Großbuchstaben, GUSTA.